# Styrkebeskyttelse
Styrkebeskyttelse (engelsk: Force Protection, forkortet FP) er et udtryk som oprindeligt kommer fra USAs forsvar, men bliver brugt af mange nationer og organisationer verden over. I Danmark benyttes tidligere begrebet "Bevogtning og nærforsvar", (BON).
Styrkebeskyttelse omfatter beskyttelse af personel, materiel, bygninger og kritisk information mod fjendtlige trusler. 
Styrkebeskyttelse omfatter alle tiltag, direkte eller indirekte, til sikringen af en styrkes kampevne. Styrkebeskyttelse inkluderer ikke tiltag for at bekæmpe en fjende, beskyttelse mod uheld eller sygdom.
Forsvaret og Hjemmeværnet har udført mange styrkebeskyttelsesopgaver både i Danmark og i udlandet.